# Burlington House (New York City)
Burlington House, noto anche come 1345 Avenue of the Americas, è un grattacielo di New York che si trova nel quartiere di Manhattan.

## Storia
Costruito tra il 1966 e il 1969, è alto 191 metri e a oggi è l'ottantatreesimo grattacielo più alto di New York. Costruito dove una volta sorgeva il Ziegfeld Theatre. Una stazione base in cima all'edificio è stata utilizzata il 3 Aprile 1973 da Martin Cooper, un inventore di Motorola, per rendere pubblica la prima chiamata al mondo da un telefono cellulare portatile. Cooper chiamò in quel caso il rivale Joel S. Engel di Bell Labs per parlargli della nuova invenzione. Engel si trovava dall'altra parte della strada nell'Hilton New York.

## Media
L'edificio appare nei film Spiderman 3 e Michael Clayton

## Inquilini
- Accenture
- AllianceBernStein
- First Eagle Funds
- Fortress Investment Group
- CityMD